# 大セルビア

セルビア急進党のヴォイスラヴ・シェシェリによって示された大セルビアの範囲
その範囲はスロベニアとクロアチア北部を除いた、かつてのユーゴスラビア社会主義連邦共和国の領土の全域に及ぶ。

大セルビア（だいセルビア、セルビア語: Велика Србија / Velika Srbija）とは、セルビアの民族主義者の間にみられる民族統一主義の概念である。

## 概要
この主張では、バルカン半島西部の広大な領域をセルビア領であるべきものとしている。これに含まれる領域は、それぞれ次の3つの理由のうち少なくとも1つに当てはまることによりセルビアに属するべきとされる。その理由は、
1. セルビア人がヨーロッパに到達したときのセルビア人の居住地であり、いわばセルビア人の故地である領域。（シュマディヤ Šumadija、モンテネグロなど）
2. 中世セルビア王国の拡張後の支配領域（プレシェヴォ渓谷 Preševo Valley、マケドニアなど）
3. 多くのセルビア人がその後移り住んでいる領域（ヴォイヴォディナ、クニンなど）

その第一の目標は、すべてのセルビア人とセルビア人の土地をひとつの国家に統一することであるが、そのなかでも過激なものではセルビア人が少数でも居住している土地や、セルビア人が継続的に住んできた歴史のない土地も含められることがある。
セルビア人の土地を統合する考えのなかで最も単純な形態は、現存するセルビアを拡張することである。例えば、今日においてはセルビア共和国の国境を外側へ押し広げることに相当し、19世紀においてはセルビア王国の領土を拡張することを意味する。
大セルビアは、セルビア国家にとって必要不可欠なものであるという主張は繰り返しなされてきており、そのような主張をする政治家は、セルビアの歴史的な格言「統合のみがセルビア人を救う」を引用し、その必要性を訴えてきた。多数のセルビア人の集団がセルビア国外に居住し続けており、特にボスニア・ヘルツェゴビナに、そしてかつてはクロアチアにも多くのセルビア人が居住してきた。この方針は第一次世界大戦の原因となり、国境外の各方面のセルビア人たちが統一セルビアの建設のために戦い、また1990年代のユーゴスラビア紛争においては統一されたセルビアの「維持のために」戦った。
大セルビア建設のための別の手法は、セルビア国外の南スラヴ人地域にプロパガンダを広めることである。「大セルビア」の名称はセルビアの拡張を示唆したものであるが、この用語は1918年のユーゴスラビア建国の頃にも使用された。ユーゴスラビアは表面的には多民族共存の国家であったが、その内情はセルビア人の政治家が多数派を握っていた。ユーゴスラビア運動に反対した者は、これはセルビア人が多数派を占める国家を周囲に押し付けることになると見ていた。一方、ユーゴスラビア建国に賛成した者は、これがセルビア人の単一国家への統合の上での土台であり、したがってユーゴスラビアにおいてセルビア人の地位を低下させることはユーゴスラビア建国の阻害要因になると見ていた。セルビア人以外の民族に対するユーゴスラビアの無関心は、イストリア半島やその他の領土をイタリアに割譲し地域のクロアチア人の指導者の怒りを招いたことや、スロベニアを海のない内陸国家のままにしておいたことなどに露見している。
汎スラヴ運動がセルビア統一主義の支持者に乗っ取られた形になったが、少なくないセルビア人は汎スラヴ主義を支持し、あらゆる形のセルビア優位に異を唱えた。また、セルビア人民急進党（en）などセルビア統一主義の立場からも、セルビア人以外との統合に反対の声が上がった。
大セルビアの概念は、19世紀にセルビアの大臣イリヤ・ガラシャニン（Ilija Garašanin）の著作物ナチェルタニイェ（Načertanije）が起源であるとみられる。その目的は、当時オスマン帝国とオーストリア＝ハンガリー帝国によって分断されていたセルビア人の土地を統合することにあった。この著書のなかで、バルカン半島においてほとんどの場所で多数あるいは少数のセルビア人が住んでいるが、帝国によって支配されているとし、セルビア、マケドニア、コソボ、ボスニア・ヘルツェゴビナ、クロアチア、ヴォイヴォディナならびにルーマニア、ブルガリアおよびハンガリーの一部をセルビア人の土地に含めた。ガラシャニンの計画では、主に親セルビア的な扇動家によるプロパガンダの流布を通じてこれらの国々にセルビア人の影響力を広め、オスマン帝国が完全に崩壊したときには最も望ましいセルビアの姿を作り上げる手段とすることが提唱されている。元来、この計画はセルビア国家統合の青写真として描かれたものであり、民族意識に欠けるとされる周囲の人々に対してセルビア人、親セルビア的な民族意識を植え付けることによってセルビアの領域を拡張することを第一の目的としている。ガラシャニンの著書では、セルビアの領域拡大のための暴力やテロリズム活動についての言及はない。
後の発展によってガラシェニンのナチェルタニエは2つの特徴的な要素へと変化した:(1) オスマン帝国の粉砕を第一義的に意図した本来のプロパガンダの青写真は、従来セルビアの一部になったことのない地域へセルビアを拡張する地政学的な指南となった。それらの中での仮想的なセルビアの国境には、今日のクロアチアの大半（ヴィロヴィティツァ＝カルロヴァツ＝カルロバグ線（en）の内側の全域）、ならびにボスニア・ヘルツェゴビナ、モンテネグロ、コソボおよびマケドニア共和国の全域、そしてアルバニア北部が含まれ、これを称して大セルビアとした。(2)もうひとつの変化では、この青写真は軍事戦略へと変貌し、時として黒海進出を意図するものとなった。

## 用語の起源

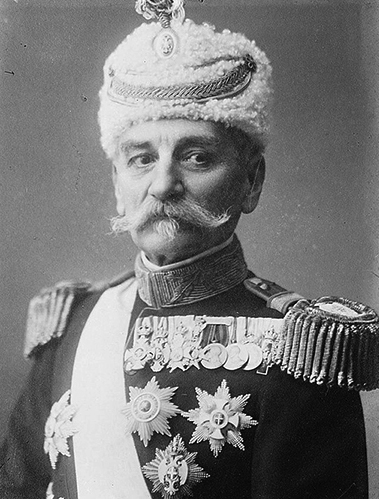
セルビア国王・初代ユーゴスラビア国王ペータル1世（在位：1903年-1921年）

この概念は、日本語では「大セルビア」として知られ、一種の拡張主義の目標と見なされる。この用語は1872年に製作されたセルビアの社会主義者スヴェトザル・マルコヴィッチ（Svetozar Marković）の冊子のなかで、侮蔑的に使用されている。その題名は「Velika Srbija」（大セルビア）であり、クロアチア人やブルガリア人などの周辺民族との衝突や、社会的・文化的変異なしでのセルビア国家の拡張をする見通しに対する著者の否定的な見解を表明したものであった。しかしながら、ボスニア・ヘルツェゴビナ出身のセルビア人の知識人イェフト・デディイェル（Jefto Dedijer）による19世紀末の著書にもこの用語は見られるように、この用語の立場は変化していった。ラディイェルは、セルビアと、セルビアに隣接し類縁関係にあるスラヴ人国家であるモンテネグロが、統一されたセルビア国家の核となり（その領域はユーゴスラビアよりも広い）、そしてそれはラディイェルの意見によれば、全てのセルビア人の統合とともに、スラヴ民族的、あるいは宗教的背景を同じくする他の民族をも統一する核となると考えた。ここに至るまで、この概念の立場は学術的な議論の枠を出ることはなかった。
大セルビア民族主義者のなかには秘密組織黒手組があり、セルビアの軍人ドラグティン・ディミトリイェヴィッチ・アピス（Dragutin Dimitrijević Apis）に率いられた同組織は大セルビア国家に関して活動的・好戦的な立場をとっていた。この組織は1913年のバルカン戦争における数々の残虐行為に加担したと考えられている。1914年、ボスニアのセルビア人で黒手組の構成員であるガヴリロ・プリンツィプはオーストリア皇太子フランツ・フェルディナント大公を暗殺し、これが引き金となって第一次世界大戦が始まった。
最も穏健な側において、1914年から大セルビアの概念はより中立的な汎スラヴ運動へと変容していった。この変化は、オーストリア＝ハンガリー帝国支配下にあったほかのスラヴ系民族の支持を得るためのものであった。南スラヴ（ユーゴスラヴ Yugoslav）の諸民族による統一国家を作る意向は、1914年にニシュにおいてセルビアの首相ニコラ・パシッチ（Nikola Pašić）によって表明され、1916年のアレクサンダル1世の声明でも明らかにされた。文書ではセルビアが、セルビア人のほかにクロアチア人やスロベニア人、ボシュニャク人の領域を統合する政策を遂行することが明示された。
1918年、三国協商がドイツおよびオーストリア＝ハンガリー帝国を打ち破った。協商側と同盟関係にあったセルビアは、同盟国に対してオーストリア＝ハンガリー帝国の領土を要求した。この時すでにモンテネグロはセルビアと統合されており、セルビア国外のスラヴ人地域に住むセルビア人民族主義者もまたセルビアへの編入を求めていた。同盟国はスロベニア、クロアチア、ボスニア・ヘルツェゴビナをセルビアに与えることに同意した。セルビア、そしてユーゴスラヴの民族主義者は、セルビア人とクロアチア人など他の南スラヴ民族の違いは極わずかであり、単に占領者によって宗教で分断されたに過ぎないと主張した。これは、セルビア人意識を基盤とするユーゴスラヴ人としての民族意識を南スラヴの諸民族に与えることによって彼らを同化することが、セルビアの統合拡大につながるというセルビア側の信念によるものである。これによってボスニア・ヘルツェゴビナやクロアチア、コソボなどの多民族に分断された地域をセルビアが支配することを正当化する狙いがあった。

## 概念

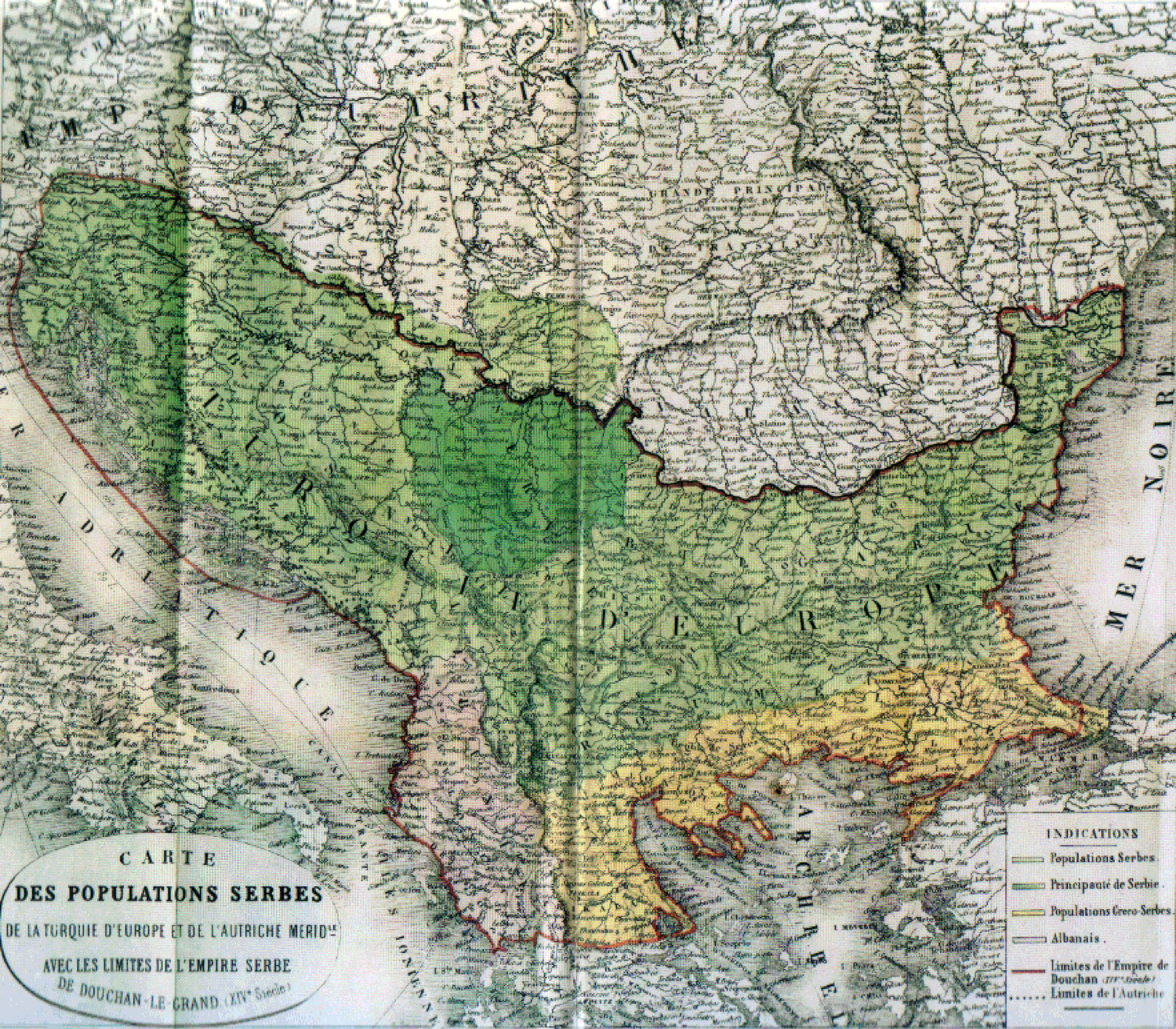
フランス人H. Thiers により 1862年に作成された大セルビア地図

大セルビアの概念は19世紀の汎スラヴ主義運動から分岐したものである。元来、それは亡命ポーランド人のアダム・イエジィ・チャルトリスキに影響を受けたもので、全ての南スラヴ人の連邦国家を目指していた。イリヤ・ガラシャニンによるそれは、スラヴ人全体よりも特にセルビア人に焦点を当てたものであった。19世紀後半には、この概念は一部を除いたセルビア人の政治家の間に強く影響を与えてきた。たとえば、オーストリア＝ハンガリー帝国のセルビア人の作家で政治家であるスヴェトザル・ミレティッチ（Svetozar Miletić）やミハイロ・ポリト＝デサンチッチ（Mihailo Polit-Desančić）、セルビアの科学者のスヴェトザル・マルコヴィッチ（Svetozar Marković）らは大セルビアの考え方に強く反対していた。彼らはセルビアとブルガリア、そして時にルーマニアや、オーストリア＝ハンガリー帝国領のボスニア・ヘルツェゴビナ、クロアチアも含めた「バルカン連邦」構想を支持していた。
19世紀のセルビアにおける最も著名な言語学者であるヴーク・カラジッチは、セルビア・クロアチア語のシュト方言を話す者はすべてセルビア人であるとする見方を持っていた。この定義によれば、クロアチア内陸部とダルマチアの大部分、ボスニア・ヘルツェゴビナの住民はセルビア人ということになり、カトリックに属しセルビア人としての民族意識を持たない者がこの定義ではセルビア人であるということになり、そのためヴーク・カラジッチは大セルビア主義の創始者であると言われることもある。より正確には、カラジッチはその後長くにわたって大セルビアと見なされるようになった範囲を定めた人物であり、正教会、イスラム教、カトリックの別なくシュト方言を話す全ての地域をセルビア国家として統一するという考え方の元になっている。しかしながら、この考え方はコソボやトルラク方言が話されている南部セルビアが例外とされている。しかし、この計画は当初から良い評判を得ることが出来ず、非難を受けた。
- シュト方言を話す多くのカトリック教徒のクロアチア人の知識人や作家たちは、クロアチアへの連帯意識を、カラジッチの表明よりも300年ほど古い16世紀なかばないし17世紀頃から表明している。これらのクロアチア人たち忠誠はカトリック国家へ向けられており、彼らが自身の民族性について言明する際には、スラヴ人やイリュリア人（カトリック・汎スラヴ運動のさきがけともいえる）でありかつクロアチア人であるとしている。これら（およそ350年間の間の30人ほどの作家）は、自身をセルビア人であると見なしたことは一度もなかった。
- カラジッチが示したセルビア人の名称と民族意識は、初期の誤ったスラヴ学の特徴を受け継いでいる。それはオーストリア帝国の官僚当局によって始められた政治的計画に端を発したものであり、ヨセフ・ドブロフスキー（Josef Dobrovský）やパヴェル・ヨゼフ・シャファーリク（Pavel Jozef Šafárik）、イェルネイ・コピタル（Jernej Kopitar）らをその代表例とするものである。したがって、言語学的なまやかしによる大セルビア主義は19世紀のスラヴ学に根ざしたものである。
- カラジッチは、「セルビア人すべて、至る所に」（カラジッチの想定による、それまでのいかなる説よりも大きく拡大されたセルビア民族地域の範囲がここで表明された）の出版に伴って発生した論争において、クロアチアのスロヴァキア人の哲学者ボゴスラフ・シュレク（Bogoslav Šulek）による議論を無視することを選んだ。シュレクは、シュト方言を話す16世紀から17世紀にかけての作家たちのクロアチア民族意識の表明を引用して整理し、シュト方言を話す者はセルビア人であるとするカラジッチの言説を否定した。

カラジッチの表明した概念は、1991年に発生したクロアチアと、同国で少数民族となったセルビア系住民との衝突にも影響を与えている。これらの否定的な見解に対してAndrew Baruch Wachtelの「国家の形成、国家の崩壊」（Making a Nation, Breaking a Nation）は異なる見方を示した。Wachtelは、カラジッチは南スラヴ民族統合の支持者であり、問題はあったものの、かつてから宗教によって分断されてきたそれまでの民族規定に変えて、言語の同質性によって南スラヴの統一を主張したものであるとした。しかしながら、Wachtelの見解には次のような異議がもたれ得る。すなわち、カラジッチ自身は力強く明確に、自らの目的は自身を「セルビア人」と規定するシュト方言話者の統合であると表明していた。そのため、カラジッチの目的はセルビア国家の領域を自身の民族言語学的なアイデアによって拡張することであり、セルビア人とクロアチア人など他の民族との統合を主張したものではない。また、ボスニア・ムスリムは、オスマン帝国統治下で正教会からイスラムに改宗したセルビア人の子孫であるとする主張も頻繁に行われているが、クロアチアの民族主義者は「正教会」を「カトリック」と置き換えた類似の主張を行っている。このような主張は、他民族の領域を支配する口実として常に用いられるものである。
自国内に多くのスラヴ系民族が居住していたオーストリア帝国は、スラヴ人の統合運動を支持していた（たとえば、クロアチア語とセルビア語を「統合」したウィーン合意 en などがある）が、やがて汎スラヴ運動は自国の統合に対する脅威として反対の立場をとるようになった。セルビア人は1864年以降、マティツァ・スルプスカ（Matica srpska）と呼ばれる機関に設立し、独自の総主教のいるセルビア正教会を持ち、独自の国家であるセルビアおよびモンテネグロを得た。これらの組織はオーストリアの政府に支持され支援を受けてきたが、これらがオーストリアの影響力排除とオーストリア領へのセルビアの拡大を目指す政治的プロパガンダを流布する機関となってからは、オーストリア政府はこれらに対して懐疑的となった。歴史的なセルビア領土を要求する考え方は19世紀から20世紀にかけて（思想レベルを超えて）行動となって表れた。その代表例が20世紀初頭にセルビアの南方拡大を目指してのバルカン戦争や、セルビアの東方拡大を目指しての1990年代のユーゴスラビア紛争である。
大セルビアの概念は1920年代にユーゴスラビアの首相ニコラ・パシッチ（Nikola Pašić）によって具現化された。警察による脅迫と選挙での不正を用い、パシッチは自身の率いる内閣に対する反対勢力（主としてクロアチア人の政敵）の影響力を低下させることで大部分のスラブ人とスラブ人の政治家の一部を手中に収め中央集権化を推し進めた。。

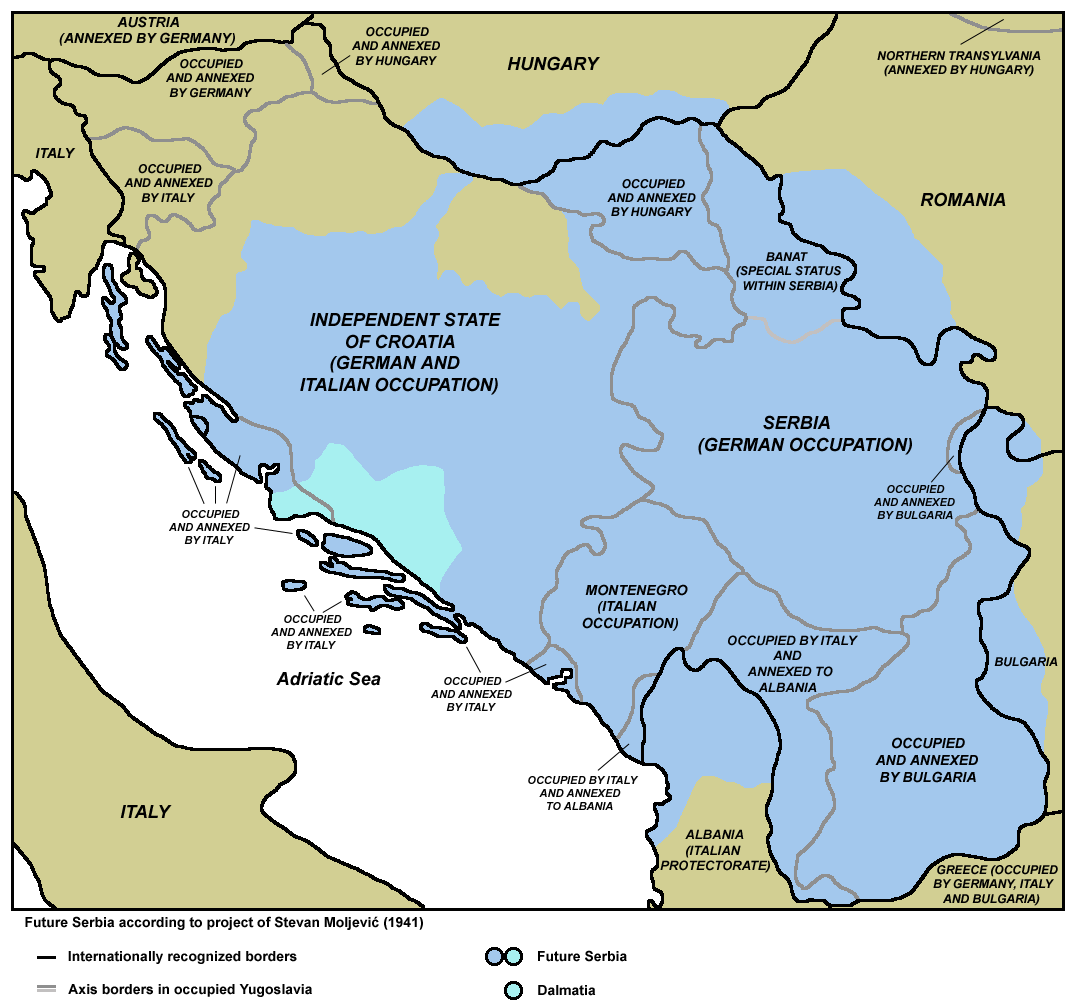
1941年のバルカン半島西部

第二次世界大戦の間、ドラジャ・ミハイロヴィッチに率いられたセルビア人王党派勢力のチェトニクは、彼らの理想とする戦後の国家像を実現すべく活動した。チェトニクの知識人の一人、ステヴァン・モリェヴィッチ（Stevan Moljević）は1941年に論文「単一民族のセルビア」と題される論文を発表し、その中でボスニア・ヘルツェゴビナとクロアチアの大部分のみならず、ルーマニア、ブルガリア、ハンガリーの一部をも含めた大セルビアを建設すべきであるとした。これはチェトニクの1944年の会合の主要な話題となった。しかしながらモリェヴィッチの主張は、ヨシップ・ブロズ・チトーの率いるパルチザンによってチェトニクが壊滅したことにより実現されることはなく、またこの1944年の会合の記録が逸失していることにより、モリェヴィッチの思想が持った影響力の大きさを正確に把握することは難しい。モリェヴィッチの考え方の核は、セルビアの領域は既存のいかなる国境にもよらず、セルビア人の居住範囲によって定められるべきであるとするものであり、これはその後も大セルビア思想の根幹を成している。加えて、モリェヴィッチにより付記された地図は現代のセルビア民族主義者によって持ち出される標準的な資料となっており、類似の地図はセルビアで有力な右翼政党であるセルビア急進党の綱領などにみられる。

## ユーゴスラビア崩壊時

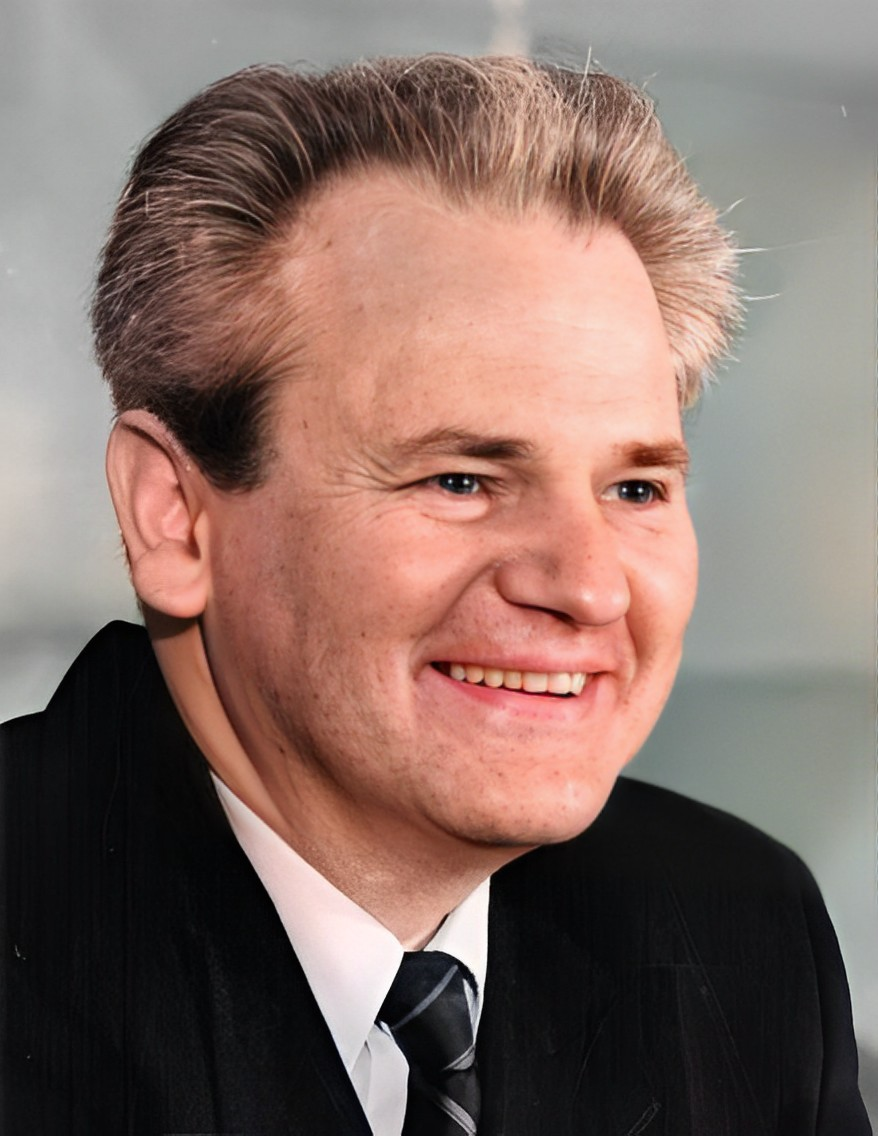
スロボダン・ミロシェヴィッチ（1990年1997年までセルビア大統領、1997年から2000年までユーゴスラビア連邦大統領）

ユーゴスラビアにおける現代のセルビア人の苦悩と不公平感の訴えについて述べている「セルビア科学芸術アカデミーの覚書」は、複数の論文を集めた1986年の文書であり、当時は公式に発表されていなかったものの、1980年代における汎セルビア運動における重要な文書である。覚書はスロボダン・ミロシェヴィッチ（Slobodan Milošević）の影響力の増大とその後のユーゴスラビア紛争につながるものである。
この覚書の著者にはセルビアの有力な知識人であるパヴレ・イヴィッチ（Pavle Ivić）、アントニイェ・イサコヴィッチ（Antonije Isaković）、ドゥシャン・カナジル（Dušan Kanazir）、ミハイロ・マルコヴィッチ（Mihailo Marković）、ミロシュ・マツラ（Miloš Macura）、デヤン・メダコヴィッチ（Dejan Medaković）、ミロスラヴ・パンティッチ（Miroslav Pantić）、ニコラ・パンティッチ（Nikola Pantić）、リュビシャ・ラキッチ（Ljubiša Rakić）、ラドヴァン・サマルジッチ（Radovan Samardžić）、ミオミル・ヴコブラトヴィッチ（Miomir Vukobratović）、ヴァシリイェ・クレスティッチ（Vasilije Krestić）、イヴァン・マクシモヴィッチ（Ivan Maksimović）、コスタ・ミハイロヴィッチ（Kosta Mihailović）、ストヤン・チェリッチ（Stojan Čelić）、ニコラ・チョベリッチ（Nikola Čobelić）などが含まれている。クリストファー・ベネット（Christopher Bennett、「Yugoslavia's Bloody Collapse」の著者）はこの覚書を「非常に精巧で、本物ならば非常に陰謀めいたもの」と評した。覚書はセルビア人に対する組織的な差別が存在すると主張し、コソボにおいてセルビア人がジェノサイドの対象となっていると論ずるにいたって、セルビアは沸騰した。ベネットによれば、これらの主張のおおくは明らかにばかげたものであり、この時代によく発表されたような話題のひとつに過ぎない。
覚書の中心となる論点は次の通りである:
- ユーゴスラビアは、クロアチア人・スロベニア人がヘゲモニーである
- ユーゴスラビアにおいてセルビア人は抑圧されている。この抑圧はセルビアの一地方であるコソボ、そしてクロアチアで特に顕著であり、彼らの待遇は記録史上で最悪のものである
- セルビアは経済的に搾取されており、その富みと利益は政治・経済機構によってスロベニア、クロアチア、コソボに吸い上げられている
- ユーゴスラビアを構成する各国の間の国境は（おそらくはセルビアに対する敵意によって）、支配的な立場にあるクロアチア人およびスロベニア人の共産主義者、そして政治的にそれらの子飼となったセルビア人によって一方的に引かれたものである

この覚書の擁護者は次のように述べている:
これはユーゴスラビアに望ましいとされる大セルビアの線引きによるユーゴスラビア崩壊とは程遠いものだ。メモランダムで述べられている、ユーゴスラビアおよびその憲法によって本来的に備わっているユーゴスラビアのセルビアに対する差別を根本的に解消することが、ユーゴスラビアへの支持の条件であるとしている。ここで最も必要とされているのが、通常セルビアの一部でありながら、他のユーゴスラビア内の共和国とほぼ同等の地位を持っているコソボおよびヴォイヴォディナの各自治州を解体することである。Norman Cigar（Genocide in Bosnia p24）によれば、これらの変更は平穏に受け入れられる見込みはないため、このメモランダムの計画の実行には実力行使の他にはありえないのである。
スロボダン・ミロシェヴィッチの権力増大に伴って、覚書の言説はセルビアにおいて主流となっていった。ベネット（Bennett）によれば、ミロシェヴィッチは報道の統制によって、「セルビアは被害者であり、ユーゴスラビアはその反セルビア的な偏向による不正義を正す必要がある」とのプロパガンダ流布作戦を組織した。これに続いて、ヴォイヴォディナおよびコソボ自治州、ならびにモンテネグロ社会主義共和国の政府がミロシェヴィッチによって乗っ取られ、ユーゴスラビアの構成各国による集団指導体制の幹部会代表8席のうち4席をミロシェヴィッチが支配するようになる、「反体制革命」（en）が起こった。
ベネットによれば、旧来の共産主義者の当局がミロシェヴィッチに抵抗することができなかったために、ミロシェヴィッチはセルビアにおいて支配的な地位を得ることが出来た。これは、スロベニアの共産主義指導者が、スロベニア市民社会の反発に関する憂慮を表明しなければならないと感じるようになったことで、変化した。そして、1990年に行われた初の自由選挙で、クロアチアとスロベニアにおける野党の勝利へとつながった。
ここにいたって、セルビアの幾らかの野党勢力は公然と大セルビア主義を叫び、チトーのパルチザンによって設計・施行された当時のユーゴスラビア内のセルビアの国境を否定した。このなかには、ヴク・ドラシュコヴィッチ（Vuk Drašković）のセルビア復興運動（en）や、ヴォイスラヴ・シェシェリのセルビア急進党などがあった。「全てのセルビア人をひとつの国家に」と主張し、大セルビアを求める勢力をミロシェヴィッチは支持したが、しかしながらセルビア社会党はユーゴスラビアを守る立場に立たされていた。野党勢力やミロシェヴィッチの批判者たちは、「ユーゴスラビアこそがその国家であるかもしれないが大きな脅威がある、ユーゴスラビアは崩壊すべきであり、その後にミロシェヴィッチ指導の下、新たに大セルビアを作り上げるだろう」と主張した（James Gow: Triumph of the Lack of Will p. 19）
1990年、連邦政府の権力は各共和国に奪われ、クロアチアとスロベニアが国家連合を主張する一方でセルビアは中央集権化を主張する中、それぞれの共和国はユーゴスラビアの中での自国の未来を描き出せずに膠着状態に陥っていた。Gowによれば、「クロアチアおよびスロベニアの各共和国がセルビア共和国の指導部との共存は出来ないと確信するに至らせたのは、他でもなくセルビアである」とした。最後の引き金を引いたのは、1991年5月15日の出来事で、ユーゴスラビア連邦の集団指導体制の幹部会において、幹部会の議長の座を退くセルビア代表に代わってクロアチア代表が次の議長に就任するのを、セルビア代表とその子飼となった代表たちは反対した。このときのクロアチア代表はスティエパン・メシッチであった。Gow (p20)によれば、この時点を持って、ユーゴスラビアは事実上「機能停止に陥った」。
1990年代のユーゴスラビア紛争の間、大セルビアの概念は、セルビア国外の領域においてセルビア人国家を打ち立て、それを維持するための武力闘争の主要な動機と考えられる。この時、クロアチアにはクライナ・セルビア人共和国、ボスニア・ヘルツェゴビナにはスルプスカ共和国が作られた。セルビア人の側からみれば、その目的はセルビア人が歴史的な仇敵であるクロアチア人（例: ウスタシャ）などの、敵対的な体制の支配下に置かれることを確実に避けることによって、これらの地域におけるセルビア人の権利を守ることにあった。
大セルビアの概念は、旧ユーゴスラビアの他民族や、国際社会からの批判の対象となっている。その2つの主題は次の通り:
- 疑問のある歴史的裏づけによって領土要求を行っている; たとえば、クロアチア紛争において、ドゥブロヴニクやその他のダルマチアの地方は歴史的にセルビアの領土であると主張された。これらの主張はクロアチア当局や、その他の世界各国の政府によって明確に否定された。
- 大セルビア主義は本来的に他民族の意思を無視した強権的なものである; 紛争前は、ユーゴスラビアの人々は混在が進んでおり、大規模に他民族の意思を無視した強制的排除を行うことなく民族国家を樹立することは不可能であった。これに対する答えが、反抗的勢力となり得る少数民族のいない単一民族国家の樹立を目指しての、よく知られている民族浄化であった。逆の論法はクロアチアおよびボスニア・ヘルツェゴビナの独立にも適用され、その過程で多くの民族集団が意思に反して強制排除された。

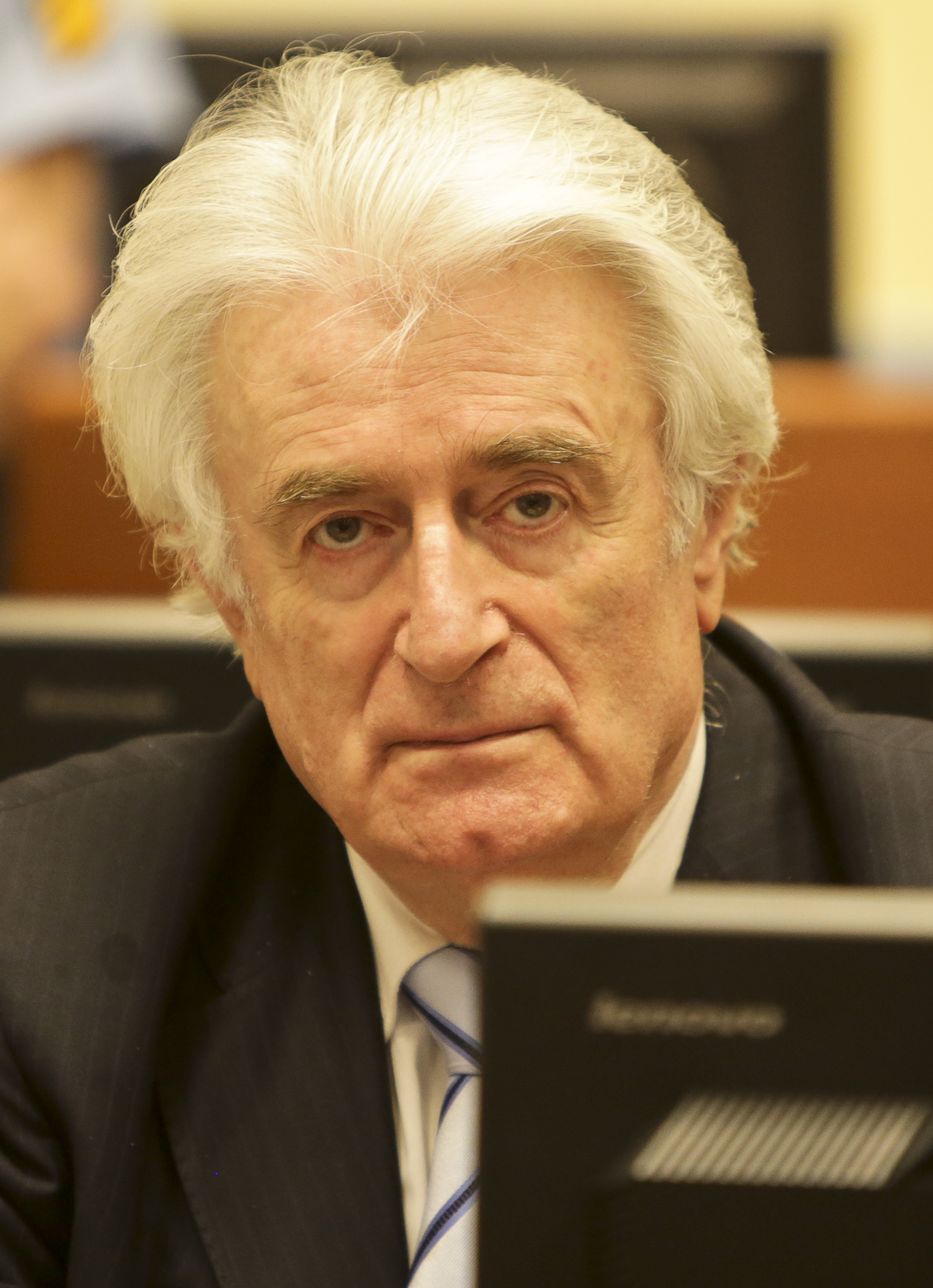
ラドヴァン・カラジッチボスニアのセルビア人で、1992年から1996年までスルプスカ共和国の大統領を務める

大セルビア主義の根本的な問題点は、その「セルビアの領域」の定義にあった。たとえば、「セルビア人の住む全ての土地」は、同様に昔からその土地に住み続けているほかの民族による「民族の領域」と重複する部分が大きい。しかしながら、多くのセルビア人が指摘していることであるが、逆のこともまた言える: すなわち、クロアチア、ボスニア・ヘルツェゴビナ、あるいはコソボの独立運動は、それぞれセルビア人の求める統一国家の領土となるべき土地を奪っているということである。また、こうした多様なセルビア人の主張する「セルビアの領域」のなかで、セルビア共和国の実際の国境もまた疑問が持たれている。セルビア領内に住むハンガリー人（ヴォイヴォディナ）、ボシュニャク人（サンジャク）、アルバニア人（コソボおよびプレシェヴォ渓谷）の多くがそれぞれ自身の民族の国に住みたいと考えるのは自然なことであり、そうした考え方の末にはセルビアの更なる解体という結論に行き着いてしまう。
大セルビア主義の賛同者は単一民族による「清浄な」セルビアを求めてはいない。その代わり、セルビアの35%は非セルビア人であるとする。むしろ、大セルビアは少数民族を包含することが可能であり、さらにその外側にはなおセルビア人が少数民族として暮らすことも可能であるとしている。この目的に反対の立場からは、1980年代から1990年代にかけてのセルビアでの少数民族に対する待遇を見れば、大セルビア主義者たちの目的はセルビア人優越主義に他ならないとしている。コソボにおけるアルバニア人との衝突はコソボ紛争を引き起こした。ロマ、ゴーラ人、その他の独自の国なき少数民族が自ら大セルビアの考え方へと進んだ事実に関して、これは彼らの意思に最も適合したためであるとしている。ヴォイヴォディナでは、セルビア急進党のヴォイスラヴ・シェシェリなどの過激な民族主義者が少数民族を脅迫していたとされるが、一般的に見てこれらは武力衝突には発展していない。
クロアチアのセルビア人による武装抗争の敗北、スルプスカ共和国のボスニア・ヘルツェゴビナ枠内での設置、コソボの国連統治、クロアチア、ボスニア・ヘルツェゴビナならびにコソボの広大な土地からのセルビア人の脱出、セルビア人の指導者たちへの戦争犯罪者としての訴追などの事実は、セルビア国内外において大セルビア主義への不信を大いに高めた。コソボなどに代表される一連のユーゴスラビア紛争における残虐行為は、彼らを大セルビア主義に強く反対する立場へと導いたと、西側諸国では主張されている。しかしながら、セルビアの民族主義政治家の間では依然として大セルビア主義は強い影響力を保っている。